# Bulbophyllum kestron
Bulbophyllum kestron là một loài phong lan thuộc chi Bulbophyllum.